# Alectroenas
Alectroenas es un género de aves columbiformes de la familia Columbidae. Lo forman cinco especies de palomas endémicas, llamadas comúnmente palomas azules, de varias islas africanas del océano Índico, tres de las cuales están extintas.

## Especies
- Alectroenas madagascariensis
- Alectroenas sganzini
- Alectroenas pulcherrimus
- Alectroenas nitidissimus†
- Alectroenas payandeei†
- Alectroenas rodericanus†